# Sokołów Podlaski (stacja kolejowa)
Sokołów Podlaski – stacja kolejowa w Sokołowie Podlaskim, obsługuje ruch towarowy.
26 stycznia 1934 włączona do Sokołowa Podlaskiego z gminy Kudelczyn, gdzie w latach 1933-34 stanowiła gromadę.
Budynek dworca jest obecnie wykorzystywany jako Biblioteka Miejska.